# Ca' de Sass
La Ca' de Sass (termine in dialetto milanese che significa letteralmente "casa di sasso", "casa di pietra", in riferimento al bugnato che ne orna le facciate) è un palazzo storico in stile eclettico, con pesanti influenze neorinascimentali, situato nel centro storico di Milano, in via Monte di Pietà al civico 8.
Commissionato in origine come sede dell'allora CARIPLO, l'edificio è oggi sede secondaria dell'istituto bancario Intesa Sanpaolo, di cui l'espressione Ca' de Sass è spesso adoperata in ambito giornalistico come sinonimo per metonimia parzialmente impropria.

## Storia ed architettura

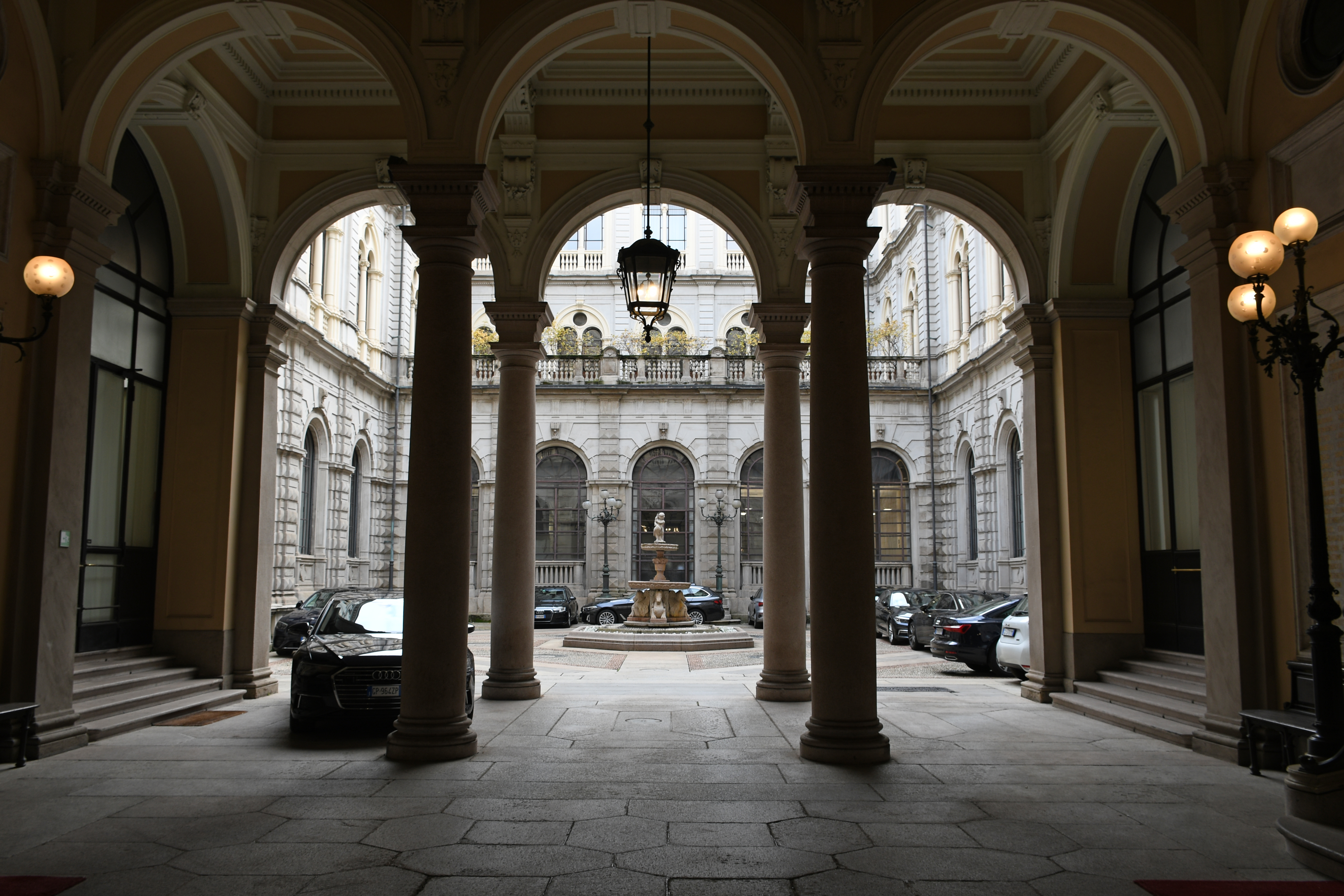
Il cortile interno

I progetti del palazzo iniziarono nel 1868 a cura dell'architetto Giuseppe Balzaretto: egli volle ispirarsi all'aspetto delle grandi banche presenti a Firenze durante il Rinascimento, riprendendo la struttura di Palazzo Strozzi. 
Il palazzo sorge al posto del vecchio palazzo del Genio Militare, che venne demolito per l'occasione: durante gli scavi per gettare le fondamenta emersero i resti della vecchia chiesa di Santa Maria d'Aurona con annesso convento, oggi conservati nei musei del Castello Sforzesco. I lavori di costruzione terminarono nel 1872.
Il palazzo si presenta con un aspetto decisamente monumentale, l'intero perimetro, chiuso da una maestosa cancellata, è decorato con un bugnato di notevoli dimensioni, che ben si accosta alle bifore imponenti dei piani superiori del palazzo, inserite tra cornicioni sporgenti e le terrazze balaustrate.